# Edna F. Huestis
Edna Huestis Swinnerton (* 1882 in Troy, New York; † 1964 in Berkeley Heights, New Jersey) war eine US-amerikanische Miniaturmalerin.

## Leben
Edna Huestis wurde in Troy, New York, geboren. Sie absolvierte die Emma Willard Art School in Troy, die Cornell University und die Art Students League of New York. Edna Huestis war zweimal verheiratet. Ihre erste Ehe mit dem Schiffsbauingenieur Dwight S. Simpson aus Boston endete mit einer Scheidung. Später heiratet sie Radcliffe Swinnerton, einem Anwalt und Finanzier aus New York sowie ehemaligen Schatzmeister des New York County Republican Committee. Ihre Werke waren im Philadelphia Museum of Art ausgestellt. Sie nahm auch an zahlreichen Kunstausstellungen teil, darunter an einer Ausstellung der Royal Society of Miniature Painters in London sowie an den Ausstellungen Panama-Pacific International Exposition in San Francisco im Jahr 1915 und Century of Progress Exposition in Chicago in den Jahren 1933–34. Edna Huestis Swinnerton verstarb im Jahr 1964.

## Werk
Edna Huestis’ Werk umfasst Miniaturen. Ihre Malweise ist geprägt von einer realistischen Darstellung mit einem feinen Gespür für Farbe und Licht. Sie arbeitete vorwiegend mit Aquarellfarben. Ihre Porträts zeigen eine sensible Beobachtung der Persönlichkeit der Dargestellten.